# Ян Дубравій
Ян Дубравій (також відомий як Ян Скала з Дубравки та Градиште; чеськ. Jan Dubravius, чеськ. Jan Skála z Doubravky a Hradiště; нар. 1486, Пльзень — 6 вересня 1553 або 9 вересня 1553, Кромержиж, Південноморавський край, Чехословаччина) — чеський письменник, історик, гуманіст, єпископ, священник, поет.

## Біографія
Ян Дубравій народився у 1486 році в місті Пльзень у заможній родині.
Вчив право і теологію у Відні, Італії. В Падуї став доктором церковного права. У 1513 році стає архідияконом в Кромержизі. У 1517 році був посвячений у лицарі й рік потому у 1518 році вів в Італії переговори про одруження польського короля Сигізмунда I Старого. В 1541–1553 рр. був єпископом в Оломоуці в Богемії.
Дубравій помер 6 вересня або 9 вересня 1553 року в місті Кромержиж, Південноморавський край, Чехословаччина.

## Праці
- Martiani Capellae Nuptiae Mercurii cum Philologia, коментарі до Капелла
- Theriobulia Joannis Dubravii iurisconsulti et equitis aurati De regiis praeceptis, байки в віршах
- Commentarii in V Davidis psalmum
- Libellus de piscinis et piscium, qui in eis aluntur natura
- Historia regni Bohemiae ab initio Bohemorum, libri triginta et tres (Viennae, 1554), хроніка